# Eretris phyllalia
Eretris phyllalia är en fjärilsart som beskrevs av William Chapman Hewitson 1868. Eretris phyllalia ingår i släktet Eretris och familjen praktfjärilar. Inga underarter finns listade i Catalogue of Life.